# Шип (риба)
Шип або виз (Acipenser nudiventris) — прохідна придонна риба з родини осетрових.

## Характеристика
Тіло довге, веретеноподібне, високе і масивне. Рот у вигляді поперечної щілини, нижня губа суцільна. У спинному плавці 45-57 променів, в анальному 23-37. Спинних жучок 11-17, бічних 49-72, черевних 10-16, зябрових тичинок 24-42. Перша спинна жучка найбільша, між рядами жучок відсутні кісткові пластинки. Верхня третина тіла темно-сіра, боки світло-сірі, черево біле. Найбільші довжина тіла 2 м, маса 80 кг, тривалість життя понад 30 років.

## Ареал
Чорне, Азовське, Каспійське, Аральське моря..
На нерест заходив у Дунай до Братислави, у Волгу до Казані, в Урал до Оренбурга. На сьогодні в багатьох місцях ареалу трапляється дуже рідко. Невеликі сталі популяції заходять в Урал, Ріоні. Акліматизований в озері Балхаш, де сформував чисельну популяцію. В Дунаї теж відома цілком прісноводна популяція

## Живлення
Молодь живиться бентосними організмами, дорослі, крім того, можуть споживати дрібних риб.

## Нерест
Статевої зрілості досягає у віці 6-9 років (самці) і 12-14 років (самиці) та при довжині тіла більше 90 і 110 см відповідно. Нерест з квітня по травень при температурі води 10-15 °C, на ділянках річок з швидкою течією, і твердим, кам'янистим або піщаним, ґрунтом. Ікра донна, клейка. Плодючість від 200 тис. до більше 1 млн ікринок. За 5-6 діб після запліднення з ікри виходять личинки. Після нересту плідники і молодь скочуються в море, іноді молодь може затримуватися в річці.
Відомі гібриди шипа з іншими осетровими.

## Значення
Дуже цінна промислова риба, проте у водах України останні 30-40 років не траплявся. Занесений до Червоної книги України, статус виду зниклий Серед основних причин зникнення: гідробудівництво на річках, куди шип заходив на нерест, і перевилов.